# Palliduphantes istrianus
Palliduphantes istrianus är en spindelart som först beskrevs av Kulczynski 1914.  Palliduphantes istrianus ingår i släktet Palliduphantes och familjen täckvävarspindlar. Inga underarter finns listade i Catalogue of Life.